# Jiří Schmitzer

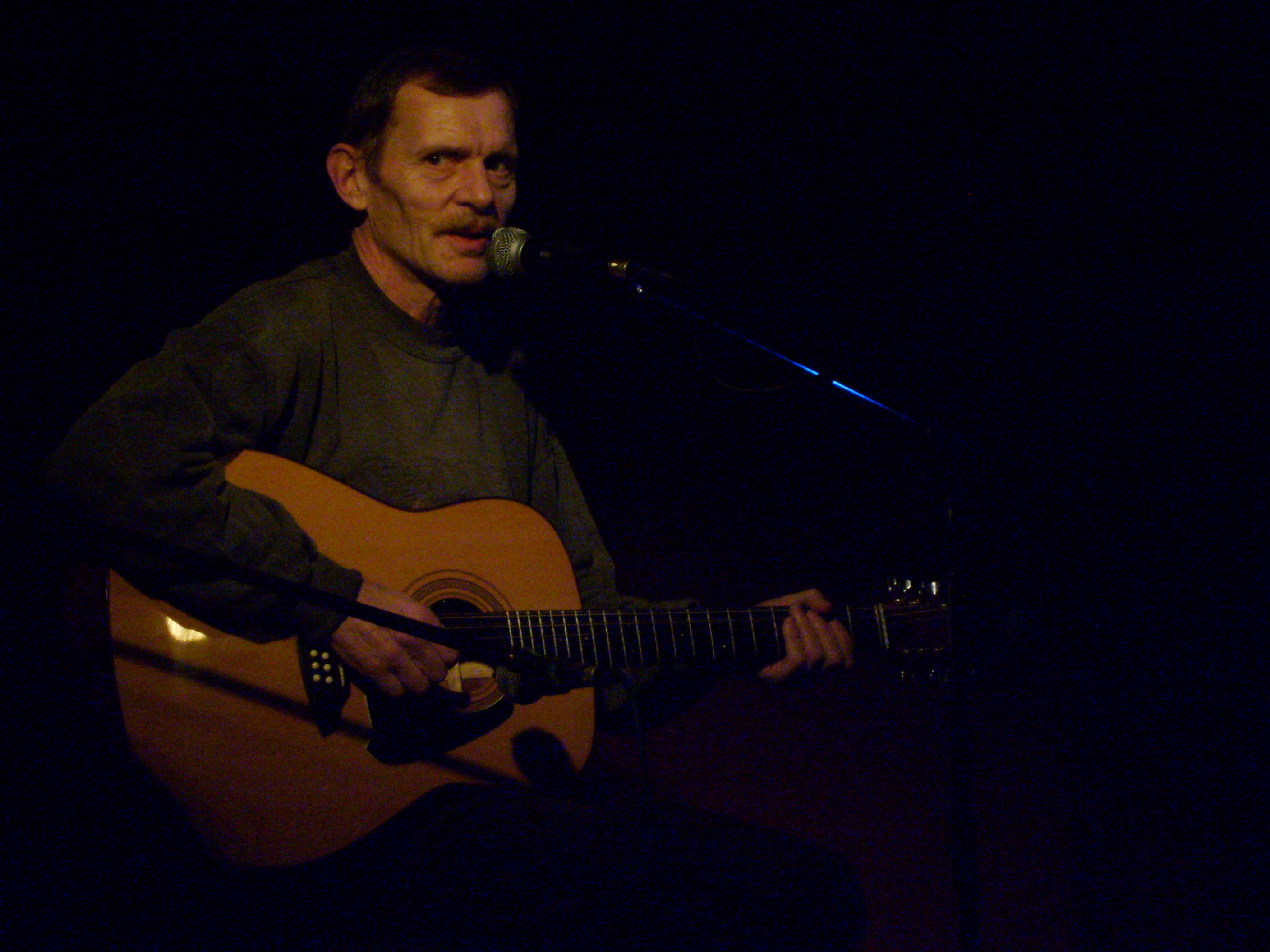
Jiří Schmitzer (2008)

Jiří Schmitzer (* 25. Oktober 1949 in Prag, Tschechoslowakei) ist ein tschechischer Schauspieler und Musiker.

## Leben
Jiří Schmitzer ist der Sohn des Schauspielers Jiří Sovák. Er schloss 1974 sein Schauspielstudium an der Theaterfakultät der Akademie der Musischen Künste in Prag (DAMU) ab. Nachdem er bereits zuvor vereinzelt in kleineren Rollen beim tschechoslowakischen Film mitwirkte, war er regelmäßig ab 1974 in Filmen wie Motiv für einen Mord, Marek, reich mir die Feder! und Das Wildschwein ist los zu sehen. Ab 1985 wurde er regelmäßiges Mitglied in Produktionen von Studio Ypsilon und war unter anderem in Reise nach Südwest und Katja und die Gespenster zu sehen.
Insgesamt wurde Schmitzer fünf Mal für den tschechischen Filmpreis Český lev nominiert, wobei er bei all seinen Nominierungen als Bester Hauptdarsteller ausgezeichnet wurde und zwei weitere Nominierungen als Bester Nebendarsteller erhielt. Für seine Darstellung des Jaroslav Svoboda in Hynek Bočans Drama Bumerang erhielt er 1997 seine erste Auszeichnung. Für seine Rolle des Richard in Jan Hřebejks Verfilmung eines Gedichtes von Robert Graves, der Tragikomödie Kráska v nesnázích, erhielt er 2007 seine Auszeichnung, gefolgt von seiner Hauptrolle Vladimír in Zdeněk Tycs Drama Jako nikdy, wofür er seine dritte Auszeichnung erhielt.
Als Musiker komponierte Schmitzer mehrere Lieder, schrieb für Theaterproduktionen, unter anderem am Národní divadlo, und veröffentlichte 1997 sein mit Recitál sein erstes Album. Er war auf zwei Alben von Bratři Ebenové, Já na tom dělám und Ebeni v zahradě, zu hören und hatte mit seinem Lied Máte na to? einen nationalen Erfolg.

## Filmografie (Auswahl)
- 1974: Motiv für einen Mord (Motiv pro vrazdu)
- 1976: Ein Mädchen zum Erschlagen (Holka na zabití)
- 1976: Marek, reich mir die Feder! (Marecku, podejte mi pero!)
- 1981: Kurzgeschnitten (Postriziny)
- 1983: Das Wildschwein ist los (Slavnosti sněženek)
- 1983: Hirtenjunge aus dem Tal (Pasáček z doliny)
- 1985: Heimat, süße Heimat (Vesničko má středisková)
- 1987: Die Herren Edison (Páni Edisoni)
- 1988: Das Eichhörnchen und die Zaubermuschel (Veverka a kouzelna musle)
- 1988: Das reinste Drama (Dámská jízda)
- 1988: Heul’ nicht, Eichhörnchen (Nefnukej, veverko!)
- 1989: Bloß nicht auffallen (Tichý společník)
- 1989: Reise nach Südwest (Cesta na jihozápad)
- 1992: Katja und die Gespenster (Kacenka a zase ta strasidla)
- 1993: Die dumme Augustine
- 1993: Der Prozeß (The Trial)
- 1993: Kaspar Hauser
- 1994: Amerika
- 1997: Bumerang
- 2000: Der Abituriententag (Sjezd abiturientu)
- 2000: Krähwinkel (Krajinka)
- 2002: Die Prinzessin mit den großen Füßen (Nevesta s velkýma nohama)
- 2003: Das Krankenhaus am Rande der Stadt – 20 Jahre später (Nemocnice na kraji mesta po dvaceti letech, Fernsehserie, drei Folgen)
- 2005: Das Geheimnis des roten Hauses
- 2006: Kráska v nesnázích
- 2007: Leergut
- 2012: Cesta do lesa
- 2013: Jako nikdy
- 2023: A Sensitive Person

## Diskografie
- Recitál (1997)
- Šílenec (2000)
- Bouda (2003)
- Sbírka kiksů (2008)